# Prałatura personalna
Prałatura personalna – instytucja w Kościele katolickim tworzona dla właściwego rozmieszczenia duchowieństwa albo prowadzenia specjalnych dzieł duszpasterskich lub misyjnych, albo dla różnych grup społecznych, przy czym realizacja tych celów dotyczy różnych regionów i przez to wykracza poza możliwości pojedynczych diecezji.

## Charakterystyka
Prałatura składa się z kapłanów i diakonów, a na jej czele stoi prałat, który może, ale nie musi być biskupem. Zadania i funkcjonowanie prałatury są określone przez statuty, które nadaje Stolica Apostolska.
Na podstawie umowy zawartej z prałaturą, wierni mogą się poświęcić jej dziełom apostolskim, nie przestają jednak należeć do swoich Kościołów partykularnych. Współpracując w ten sposób z prałaturą mogą także pogłębiać swoją formację chrześcijańską, zobowiązując się równocześnie do wypełniania obowiązków określonych w statucie i prawie prałatury.
Sobór watykański II (1962–1965), przewidział formę prawną dla tzw. prałatur personalnych (osobowych): Gdzie zaś wymagałyby tego racje apostolstwa, należy ułatwić nie tylko lepsze rozmieszczenie prezbiterów, lecz także trzeba zorganizować specjalne dzieła duszpasterskie dla różnych grup społecznych w jakimś kraju lub narodzie czy w jakiejkolwiek części świata. W tym celu można zatem z pożytkiem utworzyć jakieś seminaria międzynarodowe, specjalne diecezje lub prałatury osobowe i inne tego rodzaju instytucje (Sobór Watykański II, Dekret o posłudze i życiu prezbiterów, 10).
Kodeks prawa kanonicznego z 1983 tak reguluje istnienie prałatur personalnych:

Kan. 294 – Celem właściwego rozmieszczenia duchowieństwa albo prowadzenia specjalnych dzieł duszpasterskich lub misyjnych w różnych regionach, albo dla różnych grup społecznych, Stolica Apostolska, po wysłuchaniu zdania zainteresowanych Konferencji Episkopatu, może erygować prałatury personalne, złożone z prezbiterów i diakonów duchowieństwa diecezjalnego.

Kan. 296 – Na podstawie umowy zawartej z prałaturą, świeccy mogą się poświęcić dziełom apostolskim prałatury personalnej; sposób zaś tej organicznej współpracy a także główne obowiązki i prawa z nią złączone, winny być odpowiednio określone w statutach.

W ogłoszonym 8 sierpnia 2023 motu proprio papież Franciszek wprowadził zmiany w kanonach 295–296 dotyczących prałatur personalnych.
Aktualnie jedyną prałaturą personalną w Kościele katolickim jest Opus Dei, powołana w 1982 r. na mocy konstytucji apostolskiej Jana Pawła II Ut sit. Podlega ona Kongregacji ds. Duchowieństwa. Rozważana jest również możliwość powstawania innych prałatur personalnych, np. dla duszpasterstwa wśród emigrantów czy członków Bractwa Kapłańskiego Świętego Piusa X.